# 台灣民眾黨中央評議委員會
台灣民眾黨中央評議委員會（簡稱：「民眾黨中評會」）為台灣民眾黨黨務規章中的獨立審查機構，每季至少開會一次，為黨代表大會選舉產生，共有七名委員，兩名候補委員，任期長兩年，其職權為解釋章程、審議入黨申請、調查黨員有無違反黨紀行為及進行裁決處分。

## 歷屆委員

### 第四屆
| 第四屆中央評議委員會委員名單 任期：2025年2月1日-2027年1月31日 |            |                        |
| 黨職                                                          | 黨職       | 委員姓名               |
| 主任委員                                                      | 主任委員   | 李偉華                 |
| 副主任委員                                                    | 副主任委員 | 林韋銘、陳宥丞、詹喬茵 |
| 委員                                                          | 委員       | 簡幸甫、廖志、劉家榮   |

### 第三屆
| 第三屆中央評議委員會委員名單 任期：2023年2月1日-2025年1月31日 |            |                                |
| 黨職                                                          | 黨職       | 委員姓名                       |
| 主任委員                                                      | 主任委員   | 李偉華                         |
| 副主任委員                                                    | 副主任委員 | 潘孝仁、詹喬茵                 |
| 委員                                                          | 委員       | 林韋銘、吳士廉、劉家榮、李岱殷 |

### 第二屆
| 第二屆中央評議委員會委員名單 任期：2021年2月1日-2023年1月31日 |            |                                        |
| 黨職                                                          | 黨職       | 委員姓名                               |
| 主任委員                                                      | 主任委員   | 林恕暉                                 |
| 副主任委員                                                    | 副主任委員 | 羅靖為                                 |
| 委員                                                          | 委員       | 張凱鈞、林欣賢、吳亭蓁、張睿倉、尤信元 |

### 第一屆
| 第一屆中央評議委員會委員名單 任期：2019年8月6日-2021年1月31日 |          |                                        |
| 黨職                                                          | 黨職     | 委員姓名                               |
| 創黨委員                                                      | 創黨委員 | 蔡易倫、賴正龍、楊行昌、賴俊銘、賴祥蔚 |